# Туркменабад — Фарап
Железнодорожный мост Туркменабад-Фарап (туркм. Türkmenabat-Farap demir ýol köprüsi) — железнодорожный мост через реку Амударья на территории Лебапского велаята Туркменистана. Строительство нового моста началось в 2013 г., введен в строй в марте 2017 года. Протяженность моста составляет 1750 метров.

## История
С 1901 года железнодорожное сообщение через Амударью осуществлялась по старому мосту, последнее обследование которого показало, что ресурс ряда элементов пролетных строений сильно уменьшился. В связи с этим, 08 февраля 2013 г. Президент Туркменистана Гурбангулы Бердымухамедов подписал Постановление о строительстве нового железнодорожного моста через Амударью. Заказчиком строительства выступило Министерство железнодорожного транспорта Туркменистана, подрядчиком — украинская компания «АЛЬТКОМ».
Торжественное открытие моста состоялось 7 марта 2017 года с участием Президента Туркменистана Г. Бердымухамедова и Президента Узбекистана Ш. Мирзиёева.

## Конструкция
При строительстве нового железнодорожного моста использовались передовые технологии, включая конструкции повышенной сейсмоустойчивости и эксплуатационной прочности с расчётом на сверхтяжелые грузовые поезда. Подмостовой судоходный габарит по высоте составляет 10 м, ширине — 60 м. Пролетные конструкции моста держатся на 18 железобетонных опорах. Железобетонные сваи диаметром 1,5 м равномерно распределяют нагрузку на опоры, которые вошли в землю со дна реки глубиной более 40 м. Для защиты от истирания наносами в пределах русла реки тела свай «одеты» в стеклополиэфирные трубы. На обоих берегах Амударьи в радиусе железнодорожного моста осуществлен комплекс берегоукрепительных работ.